# BLUE (山本直樹の漫画)
『BLUE』（ブルー）は、山本直樹による日本の短編漫画、および同作を収録した単行本のタイトル。作中の性描写が問題となり、東京都により不健全図書の指定を受け、版元回収となったことで話題になった。

## 概要
1991年、小学館の『ビッグコミックスピリッツ1991年新春増刊号』に掲載され、同年光文社が山本直樹の他の短編作品とともに単行本化したが、作中の性描写が問題となり、1992年3月に東京都の青少年保護育成条例により不健全図書の指定を受け、版元回収になる。
1992年10月、弓立社により、成人向けコミックとして出版された。弓立社版は、光文社版では隠されている局部の描写もそのままになっている。2001年には双葉社、2006年には太田出版より、同内容の単行本が出版された。

## ストーリー
高校の学園祭の日に学校の屋上に上った灰野は、そこにある天文部の部室で優等生の九谷エリに出くわす。エリは灰野に「BLUE」という薬を勧め、セックスに誘う。2人は頻繁に屋上で体の関係を結ぶようになり、次第に灰野はエリに恋愛感情を抱き始める。
「BLUE」とは、彼らがセックスのさい服用した興奮剤。主人公が高校を卒業し、部室でセックスにふけった日々が夢のように思われた、というところからタイトルになった。
単行本『BLUE』には表題作の他に6編の短編が収録されているが、いずれも内容は互いに無関係な独立した短編である。

## 収録作品
- 頁数には扉絵を含む。初出の列は発表順にソートされる。

|   | タイトル                   | 頁数 | 初出                                      |
| - | -------------------------- | ---- | ----------------------------------------- |
| 1 | BLUE                       | 41   | ビッグコミックスピリッツ 1991年新春増刊号 |
| 2 | ヒポクリストマトリーファズ | 23   | ビッグコミックスピリッツ 1990年11月19日号 |
| 3 | なんだってんだ7days        | 40   | ビッグコミックスピリッツ 1990年1月10日号  |
| 4 | 197X                       | 28   | コミックビー! 1991年2月18日号             |
| 5 | 激しい王様                 | 30   | コミックビー! 1991年6月17日号             |
| 6 | 希望の友                   | 17   | コミックビー! 1991年7月17日号             |
| 7 | ずびずば                   | 16   | コミックビー! 1991年8月16日号             |

## オリジナルビデオ
BLUE ある女子校生たちの物語（1994年）
- キャスト
  - 秦由圭
  - 真弓彩
  - 細川充
  - 高良陽一
- スタッフ
  - 監督：神野太
  - 脚本：石川彰

BLUE（2006年）
- キャスト
  - 紅月ルナ
  - 柳之内たくま
  - 須賀尾由二
  - 三宅梢子
- スタッフ
  - 監督：神野太
  - 脚本：高木裕治

BLUE 197X （2006年）
- キャスト
  - 黒沢英里奈
  - 津田篤
  - 小滝正大
  - 富永多映
- スタッフ
  - 監督：神野太
  - 脚本：高木裕治

BLUE ヒポクリストマトリーファズ（2007年）
- キャスト
  - 亜紗美
  - いとうたかお [要検証 – ノート]
  - 森川凛子
  - みずと良
- スタッフ
  - 監督：神野太
  - 脚本：高木裕治